# Cetonúria
Cetonúria é a presença de corpos cetônicos na urina, servindo como sinal de descompensação das Diabetes mellitus, infecção urinária em grávidas.  

## Causas
Os corpos cetônicos que comumente aparecem na urina quando as gorduras são queimados para a energia são acetoacetato e ácido beta-hidroxibutírico. Acetona também é produzido e é expirado pelos pulmões.
Níveis elevados podem ser causado por:
- Alterações metabólicas, como diabetes mellitus mal controlada, diabetes insípida, glicosúria renal ou transtorno de armazenamento de glicogênio;
- Condições alimentares, tais como jejum prolongado, dieta rica em proteínas e pobre em carboidratos, comum em casos de anorexia ou bulimia;
- Condições em que o metabolismo é aumentado, como hipertireoidismo, febre, gravidez ou aleitamento;
- Pode ocorrer durante infecção aguda ou estresse grave, especialmente quando o paciente se alimenta mal e houve muita perda de líquido (por vômito, diarreia, catarro, suor, urina excessiva...). Cerca de 15% dos pacientes hospitalizados tem cetonúria sem diabetes;
- Envenenamento por isopropanol;
- Anestesia com éter ou consumo de álcool;
- Desidratação, por baixo consumo ou aumento na perda de líquidos.

A presença de corpos cetônicos no sangue e na urina, em quantidades baixas, é uma situação normal (15 a 20 mg por litro de sangue), elevando-se em situações de baixa disponibilidade de glícidos, como no estado de jejum ou em presença de dietas alimentares de onde estes estejam ausentes. No casos de diabéticos, a insuficiência de insulina impossibilita o metabolismo normal dos glícidos, levando a que organismo tente obter energia a partir de outras fontes, predominantemente as gorduras, formando-se, em consequência disso, uma elevada quantidade de corpos cetônicos circulantes. É mais comum em grávidas e lactantes.

## Sinais e sintomas
Nos pacientes com cetonúria, é normal a presença de um hálito adocicado distinto - hálito cetónico -, devido à eliminação de corpos cetónicos também através da expiração. Outros sintomas podem incluir náuseas, fraqueza, sudorese(suor aumentado) e letargia(lerdeza).

## Diagnóstico
O teste dos níveis de corpos cetônicos na urina podem ser realizados em casa com um teste de farmácia de imersão de tiras de medição específicas na urina e comparando o resultado com as cores indicadas na caixa (similar a alguns testes de gravidez). As mais recentes permitem já a medição simultânea da cetonúria e a detecção de açúcar na urina, sendo um instrumento extremamente útil na auto-regulação do diabético. É ainda aconselhável que os níveis de açúcares no sangue nunca estejam acima dos 300 mg/dl em insulinodependentes ou 400 mg/dl em não insulinodependentes. A medição deve ser efetuada regularmente também pelas grávidas, sobretudo quando há vômitos frequentes.
Normalmente, a urina não deve conter uma concentração perceptível de cetonas para dar uma leitura positiva. Em exames de urina para detectar Ácido acetoacético pode-se diagnosticar:
- Valor inferior a 5 mg/dL ou 0,5 mmol/L: quantidade saudável;
- Valor de 5 a 20 mg/dL ou 0,5 a 1,5 mmol/L: quantidade pequena;
- Valor de 20 a 40 mg/dL ou 2 a 4 mmol/L: quantidade moderada;
- Valores acima de 40 mg/dL: quantidade grave, evidência de cetoacidose.

Deve-se verificar a coloração da urina para sinais de desidratação, pois geralmente, quanto mais escura maior será o valor encontrado.

### Falsos positivos
Falsos positivos podem ser causados por vários medicamentos como:
- Levodopa;
- Fenazopirazina;
- Ácido valpróico;
- Comprimidos de vitamina C;

e vitamina E

## Tratamento
Em caso de cetonúria elevada devem-se evitar exercícios físicos, beber bastante água e comer algo saudável. Em caso de diabéticos pode indicar que as doses recentes de insulina foram insuficientes e necessitar reajustar as doses diárias de insulina. Em caso de cetoacidose (acidose causada por excesso de corpos cetônicos) é importante corrigir o desequilíbrio ácido-base, antes que cause sintomas mais graves como vômito, tontura, fraqueza, dificuldade para respirar e coma.